# آلوتگاما (۱)
آلوتگاما (به لاتین: Alutgama) یک منطقهٔ مسکونی در سری‌لانکا است که در ناحیه متاله واقع شده‌است.